# La Clef (film, 2007)
Pour les articles homonymes, voir La Clef.
Série
Cette femme-là
(2003)
Pour plus de détails, voir Fiche technique et Distribution.
La Clef est un film français de Guillaume Nicloux réalisé en 2007. C'est le troisième volet d'une trilogie initiée par Une affaire privée et Cette femme-là.

## Synopsis
Éric Vincent, la trentaine, mène une vie sans histoire aux côtés de sa femme Audrey. Alors que le couple parle d'avoir un enfant, le jeune homme est contacté par un ami de son père biologique qu'il n'a jamais connu. Éric apprend que son géniteur est mort et qu'il peut venir récupérer les cendres de son corps s'il en a envie. Réticent dans un premier temps, il finit par accepter. C'est alors le début d'une infernale machination où s'entrechoquent plusieurs histoires, plusieurs destins...

## Fiche technique
- Titre original : La Clef
- Réalisation : Guillaume Nicloux
- Scénario : Guillaume Nicloux et Pierre Trividic
- Directeur de la photographie : Christophe Offenstein
- Montage : Guy Lecorne
- Décors : Olivier Radot
- Costumes : Anaïs Romand
- Production : Frédéric Bourboulon, Philippe Rousselet
- Société de production : Les films de la Suane, en association avec les SOFICA Cinémage 1 et Cofinova 3
- Société de distribution : SND
- Pays d'origine :  France
- Langue : français
- Format : couleur
- Genre : Thriller
- Durée : 115 minutes
- Date de sortie :  19 décembre 2007
- Classification : Interdit aux moins de 12 ans

## Distribution
- Guillaume Canet : Éric Vincent
- Marie Gillain : Audrey
- Vanessa Paradis : Cécile
- Josiane Balasko : Michèle Varin
- Thierry Lhermitte : François Manéri
- Jean Rochefort : Joseph Arp
- Yves Verhoeven : Pujol
- Gilles Cohen : Larue
- Laure Marsac : Florence
- Françoise Lebrun : Florence Arp
- Maria Schneider : Solange
- Emmanuel Salinger : Le médecin
- Hélène Alexandridis : Muriel
- Pascal Bonitzer : Jean
- Michaël Abiteboul : Thierry
- Marina de Van : Sophie
- Jean-Louis Coulloc'h : Worzik
- Olivier Rabourdin : Le tatoueur
- Nicolas Jouhet : Ariel Bessy

## Analyse
La Clef clôt la sombre et complexe trilogie policière de Guillaume Nicloux avec dans des seconds rôles – peuplant les intrigues parallèles à celle d’Éric Vincent (Guillaume Canet) –, les personnages de François Manéri (Thierry Lhermitte), l'enquêteur d'Une affaire privée, le premier opus, et de Michèle Varin (Josiane Balasko), la capitaine de police de Cette femme-là, le second volet.
L'histoire, qui mêle de nombreux personnages et de nombreuses histoires, se déroule en fait sur deux espaces-temps. Éric et Manéri évoluent au présent, en 2007, alors que Michèle Varin se situe en 1975, au moment de la naissance du jeune homme. Leurs enquêtes respectives, que l'on croit proches et prêtes à se croiser tout au long du film, sont en réalité espacées de trente ans. Le film superpose donc deux univers éloignés dans le temps. À un moment, le personnage de Josiane Balasko y fait même une sorte de clin d’œil en parlant d'un livre qu'elle a lu sur les univers parallèles.